# 1929-es Le Mans-i 24 órás verseny
A 7. Le Mans-i 24 órás versenyt 1929. június 15-én rendezték meg.

## Végeredmény
|    | Kategória | #  | Csapat              | Versenyzők                             | Modell                             | Motor                                    | Körök |
| -- | --------- | -- | ------------------- | -------------------------------------- | ---------------------------------- | ---------------------------------------- | ----- |
| 1  | 8.0       | 1  | Bentley Motors Ltd. | Woolf Barnato Henry Birkin             | Bentley Speed Six "Old Number One" | Bentley 6.6L I6                          | 174   |
| 2  | 5.0       | 9  | Bentley Motors Ltd. | Jock Lawson Dunfee Glen Kidston        | Bentley 4½ Litre                   | Bentley 4.4L I4                          | 167   |
| 3  | 5.0       | 10 | Bentley Motors Ltd. | Dr. Dudley Benjafield André d'Erlanger | Bentley 4½ Litre                   | Bentley 4.4L I4                          | 159   |
| 4  | 5.0       | 8  | Bentley Motors Ltd. | Frank Clement Jean Chassagne           | Bentley 4½ Litre                   | Bentley 4.4L I4                          | 156   |
| 5  | 8.0       | 5  | Stutz Paris         | Guy Bouriat Philippe de Rothschild     | Stutz DV32                         | Stutz 5.3L Supercharged I8               | 153   |
| 6  | 5.0       | 14 | No Team Name        | Henri Stoffel Robert Benoist           | Chrysler 75                        | Chrysler 4.1L I6                         | 152   |
| 7  | 5.0       | 15 | No Team Name        | Cyril de Vere Marcel Mongin            | Chrysler 77                        | Chrysler 4.1L I6                         | 149   |
| 8  | 1.5       | 21 | No Team Name        | Kenneth Peacock Sammy Newsome          | Lea-Francis Hyper TT               | Meadows 1.5L Supercharged I4             | 135   |
| 9  | 1.1       | 26 | Pierre Fenaille     | Louis Balart Louis Debeugny            | Tracta                             | S.C.A.P 1.0L Supercharged I4 (2-Stroke)  | 128   |
| 10 | 1.1       | 27 | Pierre Fenaille     | Jean-Albert Grégoire Fernand Vallon    | Tracta                             | S.C.A.P. 1.0L Supercharged I4 (2-Stroke) | 126   |

## Nem ért célba
|    | Kategória | #  | Csapat                          | Versenyzők                              | Modell                            | Motor                                    | Körök |
| -- | --------- | -- | ------------------------------- | --------------------------------------- | --------------------------------- | ---------------------------------------- | ----- |
| 11 | 8.0       | 6  | Colonel Warwick Wright          | Capt. George E.T. Eyston Richard Watney | Stutz DV32                        | Stutz 5.3L Supercharged I8               | 104   |
| 12 | 1.5       | 20 | Bollack, Netter et Cie (B.N.C.) | Lucien Desvaux Auguste Garalp           | B.N.C.                            | B.N.C. 1.5L I4                           | 88    |
| 13 | 5.0       | 7  | Nincs csapatnév                 | A.C. Saunders-Davies C.W. Fiennes       | Invicta S-Type                    | Meadows 4.5L I6                          | 78    |
| 14 | 2.0       | 19 | Nincs csapatnév                 | W.R. Hutchinson R.F. Turner             | S.A.R.A. SP7                      | S.A.R.A. 1.8L I4                         | 73    |
| 15 | 1.1       | 25 | Pierre Fenaille                 | Lucien Lemesle Maurice Benoist          | Tracta                            | S.C.A.P. 1.0L Supercharged I4 (2-Stroke) | 70    |
| 16 | 8.0       | 4  | C.T. Weymann                    | Éduoard Brisson Louis Chiron            | Stutz DV32                        | Stutz 5.3L Supercharged I8               | 65    |
| 17 | 1.1       | 24 | Pierre Fenaille                 | Roger Bourcier "Tribaudot"              | Tracta                            | S.C.A.P. 1.0L Supercharged I4 (2-Stroke) | 43    |
| 18 | 2.0       | 16 | Fox & Nichol                    | Tim Rose-Richards Brian E. Lewis        | Lagonda OH                        | Lagonda 2.0L I4                          | 29    |
| 19 | 1.1       | 29 | Bollack, Netter et Cie (B.N.C.) | Jean Lajeune Maurice Faure              | B.N.C.                            | B.N.C. 1.0L I4                           | 24    |
| 20 | 2.0       | 18 | Nincs csapatnév                 | Gaston Mottet Douglas Hawkes            | S.A.R.A. SP7                      | S.A.R.A. 1.8L I4                         | 22    |
| 21 | 1.5       | 22 | Nincs csapatnév                 | Cyril Paul William Urquhart Dykes       | Alvis 12/75                       | Alvis 1.5L Supercharged I4               | 21    |
| 22 | 8.0       | 2  | Nincs csapatnév                 | Alfredo Luis Miranda Charles Moran Jr.  | Du Pont Model G Speedster Le Mans | Continental 5.3L I8                      | 20    |
| 23 | 1.1       | 30 | Nincs csapatnév                 | Michel Doré Jean Treunet                | B.N.C.                            | B.N.C. 1.0L I4                           | 15    |
| 24 | 750       | 31 | Nincs csapatnév                 | "Trillaud" Henri Lachner                | D'Yrsan                           | Ruby 0.7 I4                              | 9     |
| 25 | 5.0       | 11 | Bentley Motors Ltd.             | Bernard Rubin Lord Howe                 | Bentley 4½ Litre                  | Bentley 4.4L I6                          | 7     |